# Nguyễn Chánh Hải
Nguyễn Chánh Hải (13 tháng 3 năm 1888 – ?), còn gọi là Louis, là công chức thời Pháp thuộc, từng giữ chức vụ Tổng trưởng Bộ Xã hội và Lao động Quốc gia Việt Nam trong một thời gian ngắn.

## Tiểu sử
Nguyễn Chánh Hải sinh ngày 13 tháng 3 năm 1888 tại thành phố Vinh, tỉnh Nghệ An, Trung Kỳ (có nguồn còn gọi ông là người Nam Kỳ).
Năm 1910, ông bước chân vào khoa hành chính. Từ năm 1919 đến năm 1923, ông làm nhân viên dưới quyền Toàn quyền Đông Dương. Ông bắt đầu vào làm trong hệ thống dịch vụ đăng ký từ năm 1923 cho đến năm 1944 thì mới quay trở lại đồn điền trồng lúa của mình. Năm 1946, ông được bầu vào Hội đồng Tư vấn Nam Kỳ.
Ngày 7 tháng 3 năm 1952, Thủ tướng Trần Văn Hữu cải tổ chính phủ và chọn ông làm Tổng trưởng Bộ Xã hội và Lao động.:107-108
Ngày 3 tháng 6 năm 1952, Quốc trưởng Bảo Đại giải tán chính phủ Trần Văn Hữu, ông giã từ chính trường về sống đời dân thường.
Không rõ cuối đời ông ra sao và mất vào lúc nào.

## Đời tư
Ông rất thích hút thuốc phiện. Về chính trị có lập trường ôn hòa, và cũng là bạn tốt của Tướng Nguyễn Văn Xuân và Trần Văn Hữu.